# شعب الوحش (القفر)
شعب الوحش محلة تابعة لقرية الحصن والقلعة، التابعة لعزلة الكرابة بمديرية القفر إحدى مديريات محافظة إب في الجمهورية اليمنية.، بلغ تعداد سكانها 46 حسب تعداد اليمن لعام 2004.